# Buenos Aires (bài hát)
"Buenos Aires" là đĩa đơn tiếng Nhật thứ hai của nhóm nhạc nữ Hàn Quốc–Nhật Bản IZ*ONE. Nó được phát hành tại Nhật Bản bởi EMI Records vào ngày 26 tháng 6 năm 2019.

## Quảng bá
Vào ngày 3 tháng 5, IZ*ONE tiết lộ rằng nhóm sẽ phát hành đĩa đơn tiếng Nhật thứ hai của họ. "Buenos Aires" được phát hành 16 phiên bản: hai phiên bản CD + DVD thông thường, phiên bản CD WIZ*ONE giới hạn được bán trên cửa hàng trực tuyến chính thức tại Nhật đi kèm với một bức ảnh và vé sự kiện, mười hai phiên bản CD bìa solo của từng thành viên đi kèm với một bức ảnh thành viên, và một phiên bản CD hộp bộ bao gồm phiên bản WIZ*ONE và tất cả các phiên bản thành viên.
Teaser video âm nhạc cho "Buenos Aires" đã được phát hành vào ngày 27 tháng 5.

## Danh sách bài hát
Bản phát hành vật lý bao gồm DVD với video âm nhạc cho ca khúc chủ đề và một bài B-side. Credit từ Spotify.
Tất cả lời và bài hát được sản xuất bởi Akimoto Yasushi.
| Type A | Type A         | Type A        | Type A        | Type A     |
| STT    | Nhan đề        | Phổ nhạc      | Arrangement   | Thời lượng |
| ------ | -------------- | ------------- | ------------- | ---------- |
| 1.     | "Buenos Aires" | Watanabe Miki | Watanabe Miki | 4:20       |
| 2.     | "Tomorrow"     | GRP NIYA      | GRP           | 3:05       |
| 3.     | "Target"       | Mori Daisuke  | Mori Daisuke  | 3:41       |

| Type A – physical edition | Type A – physical edition     | Type A – physical edition |
| STT                       | Nhan đề                       | Thời lượng                |
| ------------------------- | ----------------------------- | ------------------------- |
| 4.                        | "Buenos Aires" (Instrumental) | 4:20                      |
| 5.                        | "Tomorrow" (Instrumental)     | 3:05                      |
| 6.                        | "Target" (Instrumental)       | 3:41                      |

| Type A – DVD | Type A – DVD                 | Type A – DVD    | Type A – DVD |
| STT          | Nhan đề                      | Director(s)     | Thời lượng   |
| ------------ | ---------------------------- | --------------- | ------------ |
| 1.           | "Buenos Aires" (Music video) | Hayashi Kyotaro |              |
| 2.           | "Target" (Music video)       |                 |              |

| Type B | Type B                                                         | Type B         | Type B        | Type B     |
| STT    | Nhan đề                                                        | Phổ nhạc       | Arrangement   | Thời lượng |
| ------ | -------------------------------------------------------------- | -------------- | ------------- | ---------- |
| 1.     | "Buenos Aires"                                                 | Watanabe Miki  | Watanabe Miki | 4:20       |
| 2.     | "Tomorrow"                                                     | GRP NIYA       | GRP           | 3:05       |
| 3.     | "Target"                                                       | Mori Daisuke   | Mori Daisuke  | 3:41       |
| 4.     | "年下Boyfriend" (Toshishita Boyfriend; lit. Younger Boyfriend) | Yūsuke Itagaki | APAZZI        | 3:53       |

| Type B – physical edition | Type B – physical edition      | Type B – physical edition |
| STT                       | Nhan đề                        | Thời lượng                |
| ------------------------- | ------------------------------ | ------------------------- |
| 5.                        | "Buenos Aires" (Instrumental)  | 4:20                      |
| 6.                        | "Tomorrow" (Instrumental)      | 3:05                      |
| 7.                        | "Target" (Instrumental)        | 3:41                      |
| 8.                        | "年下Boyfriend" (Instrumental) | 3:53                      |

| Type B – DVD | Type B – DVD                  | Type B – DVD    | Type B – DVD |
| STT          | Nhan đề                       | Director(s)     | Thời lượng   |
| ------------ | ----------------------------- | --------------- | ------------ |
| 1.           | "Buenos Aires" (Music video)  | Hayashi Kyotaro |              |
| 2.           | "年下Boyfriend" (Music video) |                 |              |

| Wiz*One edition | Wiz*One edition                                                | Wiz*One edition | Wiz*One edition | Wiz*One edition |
| STT             | Nhan đề                                                        | Phổ nhạc        | Arrangement     | Thời lượng      |
| --------------- | -------------------------------------------------------------- | --------------- | --------------- | --------------- |
| 1.              | "Buenos Aires"                                                 | Watanabe Miki   | Watanabe Miki   | 4:20            |
| 2.              | "Tomorrow"                                                     | GRP NIYA        | GRP             | 3:05            |
| 3.              | "Target"                                                       | Mori Daisuke    | Mori Daisuke    | 3:41            |
| 4.              | "年下Boyfriend" (Toshishita Boyfriend; lit. Younger Boyfriend) | Yūsuke Itagaki  | APAZZI          | 3:53            |
| 5.              | "Human Love"                                                   | Takafumi Fujino | APAZZI          | 3:57            |

| Wiz*One – physical edition | Wiz*One – physical edition     | Wiz*One – physical edition |
| STT                        | Nhan đề                        | Thời lượng                 |
| -------------------------- | ------------------------------ | -------------------------- |
| 6.                         | "Buenos Aires" (Instrumental)  | 4:20                       |
| 7.                         | "Tomorrow" (Instrumental)      | 3:05                       |
| 8.                         | "Target" (Instrumental)        | 3:41                       |
| 9.                         | "年下Boyfriend" (Instrumental) | 3:53                       |
| 10.                        | "Human Love" (Instrumental)    | 3:57                       |

## Xếp hạng
| Bảng xếp hạng (2019)     | Thứ hạng cao nhất |
| ------------------------ | ----------------- |
| Nhật Bản (Japan Hot 100) | 1                 |
| Nhật Bản (Oricon)        | 1                 |

| Bảng xếp hạng (2019)     | Vị trí |
| ------------------------ | ------ |
| Nhật Bản (Japan Hot 100) | 93     |

## Chứng nhận
| Quốc gia                                  | Chứng nhận | Số đơn vị/doanh số chứng nhận |
| ----------------------------------------- | ---------- | ----------------------------- |
| Nhật Bản (RIAJ)                           | Bạch kim   | 250.000^                      |
| ^ Chứng nhận dựa theo doanh số nhập hàng. |            |                               |